# Gran Premi de Rio de Janeiro de motociclisme
El Gran Premi de Rio de Janeiro de motociclisme fou un esdeveniment esportiu que es disputà en 9 ocasions entre el 1995 i el 2004 al Circuit de Jacarepaguá, dins del calendari del Campionat del món de motociclisme.

## Noms oficials i patrocinadors
- 1995, 1997: Lucky Strike Rio Grand Prix
- 1996: GP Rio (sense patrocinador oficial)
- 1999: Telefônica Celular Rio Grand Prix
- 2000–2004: Cinzano Rio Grand Prix

## Guanyadors múltiples

### Pilots
| # Victòries | Pilot           | Victòries | Victòries  |
| # Victòries | Pilot           | Categoria | Anys       |
| ----------- | --------------- | --------- | ---------- |
| 6           | Valentino Rossi | MotoGP    | 2002, 2003 |
| 6           | Valentino Rossi | 500cc     | 2000, 2001 |
| 6           | Valentino Rossi | 250cc     | 1999       |
| 6           | Valentino Rossi | 125cc     | 1997       |
| 2           | Mick Doohan     | 500cc     | 1996, 1997 |
| 2           | Olivier Jacque  | 250cc     | 1996, 1997 |
| 2           | Daijiro Kato    | 250cc     | 2000, 2001 |
| 2           | Manuel Poggiali | 250cc     | 2003, 2004 |

### Constructors
| # Victòries | Constructor | Victòries | Victòries                    |
| # Victòries | Constructor | Categoria | Anys                         |
| ----------- | ----------- | --------- | ---------------------------- |
| 15          | Honda       | MotoGP    | 2002, 2003, 2004             |
| 15          | Honda       | 500cc     | 1996, 1997, 2000, 2001       |
| 15          | Honda       | 250cc     | 1995, 1996, 1997, 2000, 2001 |
| 15          | Honda       | 125cc     | 1996, 1999, 2002             |
| 7           | Aprilia     | 250cc     | 1999, 2003, 2004             |
| 7           | Aprilia     | 125cc     | 1995, 1997, 2000, 2004       |
| 3           | Yamaha      | 500cc     | 1995, 1999                   |
| 3           | Yamaha      | 250cc     | 2002                         |
| 2           | Derbi       | 125cc     | 2001, 2003                   |

## Guanyadors per any
| Any  | Circuit     | 125 cc          | 125 cc  | 250 cc          | 250 cc  | MotoGP          | MotoGP | Detalls |
| Any  | Circuit     | Pilot           | Moto    | Pilot           | Moto    | Pilot           | Moto   | Detalls |
| ---- | ----------- | --------------- | ------- | --------------- | ------- | --------------- | ------ | ------- |
| 2004 | Jacarepaguá | Héctor Barberá  | Aprilia | Manuel Poggiali | Aprilia | Makoto Tamada   | Honda  | Detalls |
| 2003 | Jacarepaguá | Jorge Lorenzo   | Derbi   | Manuel Poggiali | Aprilia | Valentino Rossi | Honda  | Detalls |
| 2002 | Jacarepaguá | Masao Azuma     | Honda   | Sebastian Porto | Yamaha  | Valentino Rossi | Honda  | Detalls |
|      |             | 125 cc          | 125 cc  | 250 cc          | 250 cc  | 500 cc          | 500 cc |         |
| 2001 | Jacarepaguá | Youichi Ui      | Derbi   | Daijiro Kato    | Honda   | Valentino Rossi | Honda  | Detalls |
| 2000 | Jacarepaguá | Simone Sanna    | Aprilia | Daijiro Kato    | Honda   | Valentino Rossi | Honda  | Detalls |
| 1999 | Jacarepaguá | Noboru Ueda     | Honda   | Valentino Rossi | Aprilia | Norifumi Abe    | Yamaha | Detalls |
| 1997 | Jacarepaguá | Valentino Rossi | Aprilia | Olivier Jacque  | Honda   | Mick Doohan     | Honda  | Detalls |
| 1996 | Jacarepaguá | Haruchika Aoki  | Honda   | Olivier Jacque  | Honda   | Mick Doohan     | Honda  | Detalls |
| 1995 | Jacarepaguá | Masaki Tokudome | Aprilia | Doriano Romboni | Honda   | Luca Cadalora   | Yamaha | Detalls |